# Johannes Zahn (Kirchenmusiker)
Johannes Christoph Andreas Zahn (* 1. August 1817 in Eschenbach/Pegnitz; † 17. Februar 1895 in Neuendettelsau) war ein deutscher evangelischer Theologe und Hymnologe.

## Leben
Johannes Zahn war der Sohn des Eschenbacher Lehrers und Kantors Johannes Zahn. Von 1832 bis 1837 besuchte er das Gymnasium in Nürnberg, wo er als Jugendlicher von seinen Lehrern Roth und Nägelsbach und von den Pfarrern Hering und Löhe geprägt wurde. Anschließend studierte er in Erlangen und Berlin bis 1841 Theologie. Im Anschluss besuchte er das Predigerseminar in München und wurde dann Hauslehrer bei dem Münchner Kaufmann Gustav Schulze. 
1847 wurde er Lehrer und Präfekt des Königlichen Schullehrerseminars in Altdorf bei Nürnberg, 1854 dessen Leiter. 
Johannes Zahn setzte sich stark für den Erhalt und die Wiedergewinnung reformatorischer Melodien ein und gab ab 1889 eine Sammlung von 8.806 Melodien des deutschen evangelischen Kirchengesangs heraus. Des Weiteren schrieb er Beiträge für Zeitschriften, wie Siona, Blätter für Hymnologie und Euterpe.
Von Johannes Zahn stammt die Melodie des Adventsliedes Dein König kommt in niedern Hüllen (EG 14).

## Werke
- Handbüchlein für angehende Cantoren und Organisten, Nürnberg 1871
- Die Melodien der deutschen evangelischen Kirchenlieder, aus den Quellen geschöpft und mitgeteilt von Johannes Zahn (6 Bände), Verlag Bertelsmann, Gütersloh 1889–93
- Die Melodien des Deutschen Evangelischen Gesangbuches in vierstimmigem Satze für Orgel und für Chorgesang aus Auftrag der deutschen evangelischen Kirchenkonferenz zu Eisenach (gemeinsam mit G. Freiherr v. Tucher und Immanuel Faißt), Stuttgart 1854
- Vierstimmiges Melodienbuch zum Gesangbuch der Evangelisch-Lutherischen Kirche in Bayern, Erlangen 1855 (letzte (42.) Auflage 1951)